# Яжомбковиці (Сілезьке воєводство)
Яжомбковиці (пол. Jarząbkowice) — село в Польщі, у гміні Павловиці Пщинського повіту Сілезького воєводства.
Населення — 630 осіб (2011).
У 1975-1998 роках село належало до Катовицького воєводства.

## Демографія
Демографічна структура станом на 31 березня 2011 року:
|          | Загалом | Допрацездатний вік | Працездатний вік | Постпрацездатний вік |
| -------- | ------- | ------------------ | ---------------- | -------------------- |
| Чоловіки | 302     | 75                 | 206              | 21                   |
| Жінки    | 328     | 73                 | 185              | 70                   |
| Разом    | 630     | 148                | 391              | 91                   |